# Однодворцы (Базарносызганский район)
Однодворцы — деревня в Базарносызганском районе Ульяновской области. Входит в состав Папузинского сельского поселения.

## География
Населённый пункт расположен на реке Эмбелейка в 13 километрах к югу от рабочего посёлка Базарный Сызган — административного центра района. Расстояние до Ульяновска — 132 километра.

### Часовой пояс
Однодворцы, как и вся Ульяновская область, находится в часовой зоне МСК+1. Смещение применяемого времени относительно UTC составляет +4:00.

## Название
Однодворцы — сословие, социальный слой, возникший при расширении юго-восточных границ Русского государства и состоявший из военизированных землевладельцев, живших на окраинах государства и нёсших охрану пограничья.

## История
Изначально территория, занимаемая крестьянами-однодворцами, входила в состав села Юрловка, в 1959 году деревня стала самостоятельным селением.
До 2005 года деревня входила в состав ныне упразднённого Юрловского сельсовета.

## Население
| 2010 |
| ---- |
| 4    |

Население деревни в 1996 году — 10 человек.

## Инфраструктура
В деревне расположена всего одна улица: Лесная.